# Futeau
Futeau (1793 noch mit der Schreibweise Futau) ist eine französische Gemeinde mit 139 Einwohnern (Stand: 1. Januar 2022) im Département Meuse in der Region Grand Est (bis 2015 Lothringen). Sie gehört zum Arrondissement Verdun und zum Gemeindeverband Centre Argonne.

## Geografie
Die Gemeinde Futeau liegt im Süden der Argonnen am Fluss Biesme, der hier die Grenze zum Département Marne markiert, etwa 35 Kilometer westsüdwestlich von Verdun. Zur Gemeinde gehören neben dem namengebenden Dorf Futeau die Ortsteile Bellefontaine, Courupt, La Contrôlerie und Les Senades. Umgeben wird Futeau von den Nachbargemeinden Les Islettes im Norden und Osten, Beaulieu-en-Argonne im Süden, Châtrices im Südwesten und Sainte-Menehould im Nordwesten.

## Bevölkerungsentwicklung
| Jahr                       | 1962 | 1968 | 1975 | 1982 | 1990 | 1999 | 2006 | 2014 | 2021 |
| -------------------------- | ---- | ---- | ---- | ---- | ---- | ---- | ---- | ---- | ---- |
| Einwohner                  | 219  | 198  | 175  | 160  | 173  | 154  | 152  | 163  | 142  |
| Quellen: Cassini und INSEE |      |      |      |      |      |      |      |      |      |

Im Jahr 1861 wurde mit je 1117 Bewohnern die bisher höchste Einwohnerzahl ermittelt. Die Zahlen basieren auf den Daten von cassini.ehess und INSEE.

## Sehenswürdigkeiten
- Mariä-Geburt-Kirche (Église de la Nativité-de-la-Bienheureuse-Vierge-Marie)
- Flurkreuze
- Lavoir

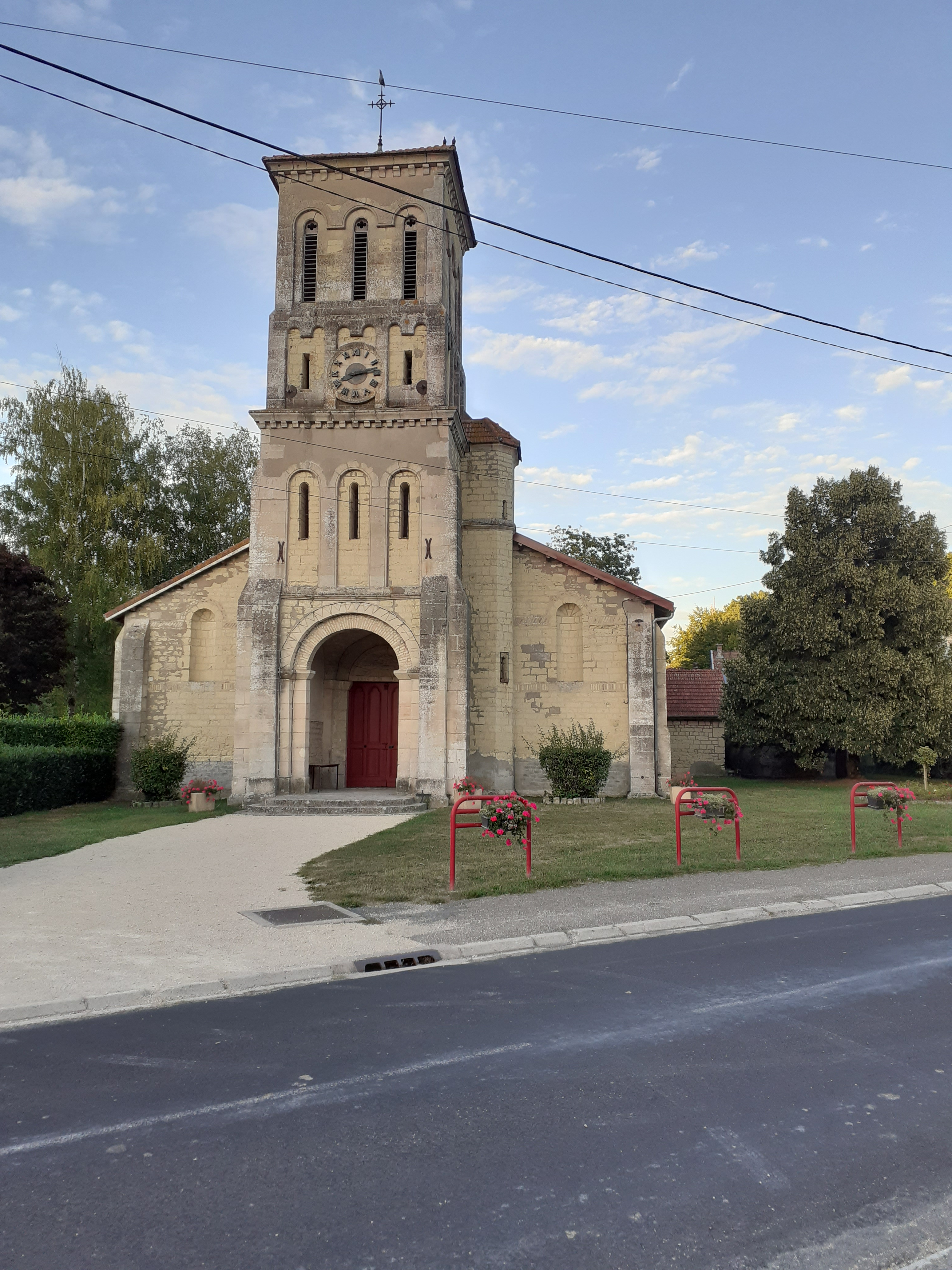
Kirche Mariä Geburt

## Wirtschaft und Infrastruktur
In Futeau sind fünf Landwirtschaftsbetriebe ansässig (Getreideanbau, Rinderzucht).
Futeau liegt an der Hauptstraße D 2 von Les Islettes nach Seuil-d’Argonne. Durch den Norden der Gemeinde verläuft die Autoroute A4 (Paris–Straßburg).

## Belege
1. ↑  Ortsname auf cassini.ehess.fr
2. ↑  Futeau auf cassini.ehess
3. ↑  Futeau auf INSEE
4. ↑  Landwirtschaftsbetriebe auf annuaire-mairie.fr (französisch)